# Лимитанци
Лимитанци (дословно „граничари“) били су позноримске трупе римске војске стациониране на лимесу (граници). Потпадали су под команду „управитеља лимеса“ (лат. dux limitis), који је био одговоран за један део границе, који је могао да се простире и на више провинција. Термин limitanei посведочен је први пут 363. године наше ере у једном званичном документу, у којем је употребљен како би се направила дистинкција између стационарних јединица и војника покретне војске (лат. comitatenses), који нису били стално везани за неко одређено подручје. Стварање покретне војске вероватно датира у време Диоклецијана, који је одбрану царства темељио на размештању јаких стационирних трупа у многим провинцијама.
Константин I је повећао покретну војску, што се одразило на граничне трупе. Оне су се сада састојале из преосталих легија, помоћних ала и кохорти и нових пешадијских и коњичких јединица. Један закон из 325. одређује да служба у јединицама комитатенсâ (лат. comitatenses), рипенсâ (лат. ripenses) и протекторâ (лат. protectores) повлачи више привилегија него служба у алама и кохортама. С тим у вези, ознака ripenses може да се поистовети са каснијим територијалним трупама означеним као limitanei. Могуће је да су назив добили по провинцијама, које су у Списку достојанстава (лат. Notitia dignitatum) — вероватно због тога што су биле омеђене неком реком или обалом — описане као прибрежне (ripariensis или ripensis).
Историчар Зосим критиковао је Константинову војну политику због тога што је — за разлику од Диоклецијана, који је створио несавладиву баријеру граничних тврђава — ослабио одбрану Римског царства тиме што је повукао трупе из пограничних подручја. Будући да Зосим има изразито негативан став према Константину, ова се критика може сматрати претераном. Нема сумње да су лимитанци били јаке јединице. Није утемељено мишљење да су лимитанеи у 4. веку били милиција састављена од сељака који су се само повремено борили. Мада су неки вероватно поседовали земљу, нису приморавани на то да је доживотно обрађују. Лимитанци нису били само обичне пограничне трупе: управитељ лимеса у Палестини био је 409. надлежан за три Палестине (Прима, Секунда и Салутарис), а лимитанци под његовим заповедништвом били су у војне сврхе стационирани по читавој области. Осим тога, граничар је могао да буде прекомандован у покретну војску, што се може тумачити као унапређење. Они лимитанци који су били прекомандовани у покретне јединице означавани су као „псеудокомитатенси“ (лат. pseudo-comitatenses). Тај термин први пут је посведочен 365. г. наше ере. Тако је „Септимова момчад“ (лат. Septimiani iuniores) из Четврте легије „Близнакиње“ (лат. legio IV Gemina) стациониране у Хиспанији, премештена у Италију у западни комитат (лат. comitatus). Служба у граничним јединицама, чији су припадници били регрутовани у оквиру свог места боравишта, често је, као и иначе у римској војсци, била наследна.
Војници који су обрађивали земљу која им је додељена у граничном појасу први пут су посведочени 443. Мада су делимично морали сами да се старају о својим животним потрепштинама, што је вероватно водило опадању њихове борбене моћи, limitanei нису у потпуности изгубили своју војну функцију. На њихово присуство у свим пограничним областима указују изворна сведочанства. Сваке године се морао поднети извештај о војницима и о стању утврђења и бродова. Управитељи лимеса морали су водити рачуна да војници редовно раде вежбе. У 6. веку Јустинијан је покушао да у Африци постави лимитанце. Послао је једну јединицу ових трупа Велизару и наложио му да у сврхе одбране регрутује домаће становништво и тражио да служе под уобичајеним условима: заузврат за земљу и плату, од њих се очекивало да отклањају све проблеме у овој регији.